# Winnie l'ourson (film, 1969)
Pour plus de détails, voir Fiche technique et Distribution.
Winnie l'Ourson (en russe : Винни-Пух, Vinni-Poukh) est un film d'animation soviétique réalisé par Fiodor Khitrouk et sorti en 1969.
Produit par Soyuzmultfilm Studio, le film est basé sur le chapitre 1 de la série de livres d'Alan Alexander Milne et constitue la première partie d'une trilogie.

## Synopsis
Winnie l'ourson, marchant dans la forêt et chantant des chansons, arrive au pied d'un grand chêne et aperçoit à son sommet une ruche. Il comprend tout de suite qu'il y a du miel. Il cherche à grimper dans l'arbre, mais la branche se brise et il s'écroule dans la bardane.
Winnie décide alors de se rendre chez son meilleur ami, le cochon Porcinet, pour lui emprunter un ballon qui lui permettrait de s'élever jusqu'à la ruche. Porcinet lui propose de choisir entre le ballon vert et le ballon bleu. Winnie choisit le bleu, espérant qu'il lui permettra de ressembler à un nuage et ainsi tromper la vigilance des abeilles. Ensemble, les deux amis retournent près de l'arbre où Winnie met son plan à exécution. Il gonfle le ballon et commence à monter. Mais les abeilles se doutent de quelque chose et commencent à lui tourner autour. Alors Winnie demande à Porcinet d'ouvrir son parapluie et de faire des allers-retours en disant : « On dirait qu'il va pleuvoir », et il décide de chanter La chanson du petit nuage. Toutefois les abeilles ne se laissent pas trompet et cette fois le piquent sans hésiter.
En fin de compte, réalisant que « ce ne sont pas les bonnes abeilles et qu'elles produisent le mauvais miel », Winnie l'ourson décide de descendre et demande à Porcinet d'apporter un fusil et de tirer sur le ballon. À la troisième tentative, Porcinet parvient à atteindre le ballon et Winnie retombe sur terre.

## Fiche technique
- Titre : Winnie l'ourson
- Titre original : Винни-Пух (Vinni-Poukh)
- Studio de production : Soyuzmultfilm Studio
- Réalisation :	Fiodor Khitrouk
- Scénario : Boris Zakhoder, Fiodor Khitrouk, d'après le livre d'Alan Alexander Milne
- Musique : Mieczysław Weinberg
- Direction artistique : Vladimir Zouïkov (ru), Édouard Nazarov
- Animateurs de clés : Svetlana Joutovskaïa (ru), Maria Motrouk (ru), Guennadi Sokolski, Natalia Bogomolova, Violetta Kolesnikova
- Intervallistes : Tatiana Kazantseva, Mstislav Koupratch, Sophia Mitrofanova, Olga Vorobieva
- Son : Gueorgui Martyniouk
- Rédaction : Raïssa Fritchinskaïa (ru)
- Montage : Nina Maïorova
- Camera : Nina Klimowa
- Producteur exécutif : Lioubov Boutyrina
- Pays de production :  Union soviétique
- Langue : russe
- Année de sortie : 1969
- Durée : 10 minutes 42 secondes

## Distribution
- Vladimir Ossenev (ru) : le narrateur
- Evgueni Leonov : Winnie l'ourson
- Iya Savvina : Porcinet
- Erast Garine : Bourriquet
- Zinaïda Narychkina (ru) : Maître Hibou
- Anatoli Chtchoukine : Coco Lapin